# Äppelmos

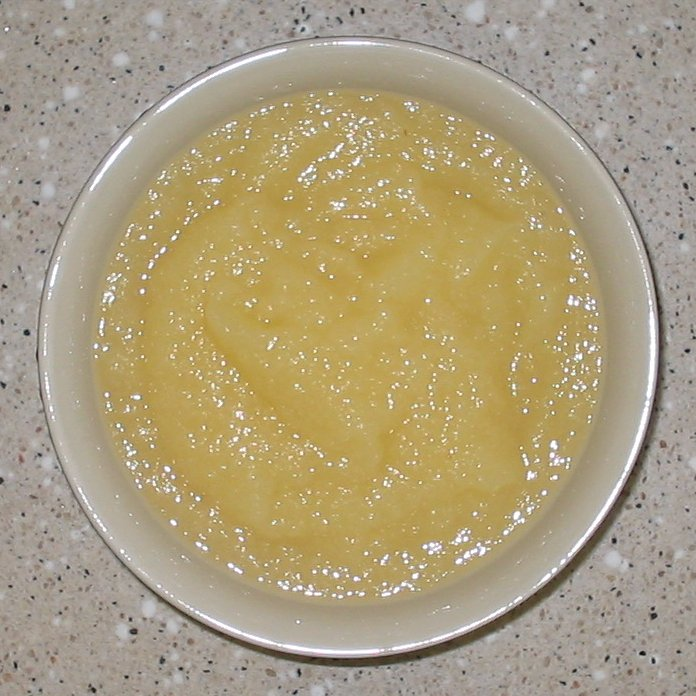
En skål med äppelmos

Äppelmos (i vissa dialekter kallat äpplemos) tillagas oftast genom att skalade och urkärnade äpplen kokas. Alternativt tillsätter man socker eller annat sötningsmedel för sötmans skull.
Enligt en alternativ tillagningsmetod kokas oskalade äpplen som delats i mindre bitar men har kärnhusen kvar och passeras efter kokning i exempelvis en hushållsassistent. Citronsyra tillsätts för färg och hållbarhet och socker tillsätts efter smak när moset har passerats antingen maskinellt eller i en passervagga. Askorbinsyra kan också tillsättas, vilket gör att äppelmoset inte mörknar.
För att bibehålla vitaminer och dylikt så är det även fullt möjligt att helt enkelt mixa råa (skalade eller oskalade) äpplen i en mixer.
Det finns färdiglagat äppelmos, exempelvis på burk, i handeln. Osockrat äppelmos används ofta som barnmat.

## Innehållsämnen
Källa: 
| 100 g äppelmos utan tillsatt socker (92 % äpplen) |        |
| Energi 334 kJ (80 kcal)                           |        |
|                                                   |        |
| Ämne                                              | Mängd  |
|                                                   |        |
| Kolhydrat                                         | 18 g   |
| därav sockerarter                                 | 16 g   |
| Vatten (Beräknad mängd)                           | <10 g  |
| Fett                                              | 400 mg |
| därav mättat fett                                 | 200 mg |
| Protein                                           | 300 mg |
| Natriumklorid ("salt")                            | 30 mg  |
| Tillsatser utan angiven mängd:                    |        |
| E202 (Kaliumsorbat) Konserveringsmedel            |        |
| E300 (Askorbinsyra) Antioxidationsmedel           |        |
| E330 (Citronsyra) Surhetreglerande medel          |        |